# Cyrtandra axilliflora
Cyrtandra axilliflora är en tvåhjärtbladig växtart som först beskrevs av Harold St.John och Storey (pro. sp..  Cyrtandra axilliflora ingår i släktet Cyrtandra och familjen Gesneriaceae. Inga underarter finns listade i Catalogue of Life.